# Frändefors församling
Frändefors församling är en församling i Dalslands kontrakt i Karlstads stift. Församlingen ligger i Vänersborgs kommun i Västra Götalands län (Dalsland) och utgör ett eget pastorat.

## Administrativ historik
Församlingen har medeltida ursprung.
Församlingen var till 1962 moderförsamling i pastoratet Frändefors, Brålanda och Sundals-Ryr för att därefter från 1962 utgöra ett eget pastorat.

## Kyrkor
- Frändefors kyrka